# Valerie French
Valerie French, nata Valerie Harrison (Londra, 11 marzo 1928 – New York, 3 novembre 1990), è stata un'attrice britannica.

## Biografia
Nata in Inghilterra, trascorse la sua infanzia in Spagna. Rientrata a Londra, entrò nel 1954 nel dipartimento cinema della BBC, esordendo come attrice nel film  Maddalena. 
Nel 1956 si trasferì a Hollywood, ove girò alcuni film western. Insoddisfatta dell'evolversi della propria carriera cinematografica, nel 1960 passò al teatro, partecipando a numerosi spettacoli sia a Broadway che off Broadway. Recitò anche in numerosi episodi di serial televisivi.
Morì all'età di sessantadue anni per leucemia.

## Matrimoni
Valerie French si sposò due volte:
- nel 1952 con l'attore Michel Pertwee, da cui divorziò nel 1959;
- nel 1969 con l'attore americano Thayer David; anche questo matrimonio terminò con un divorzio nel 1975.

## Filmografia parziale

### Cinema
- Maddalena, regia di Augusto Genina (1954)
- Sette mogli per un marito (The Constant Husband), regia di Sidney Gilliat (1955)
- Vento di terre lontane (Jubal), regia di Delmer Daves (1956)
- Secret of Treasure Mountain, regia di Seymour Friedman (1956)
- La giungla della settima strada (The Garment Jungle), regia di Vincent Sherman (1957)
- I 27 giorni del pianeta Sigma (The 27th Day), regia di William Asher (1957)
- Decisione al tramonto (Decision at Sundown), regia di Budd Boetticher (1957)
- Lo spietato (The Hard Man), regia di George Sherman (1957)
- The Four Skulls of Jonathan Drake, regia di Edward L. Cahn (1959)
- Shalako, regia di Edward Dmytryk (1968)

### Televisione
- Douglas Fairbanks, Jr., Presents – serie TV, un episodio (1954)
- The Ford Television Theatre – serie TV, un episodio (1956)
- Ai confini della notte (The Edge of Night) – serie TV (1956)
- Trackdown – serie TV, un episodio (1957)
- The George Sanders Mystery Theater – serie TV, un episodio (1957)
- Alcoa Theatre – serie TV, 3 episodi (1958-1960)
- Schlitz Playhouse of Stars – serie TV, un episodio (1958)
- Have Gun - Will Travel – serie TV, 2 episodi (1959-1960)
- The Alaskans – serie TV, episodio 1x28 (1960)
- The Best of the Post – serie TV, episodio 1x26 (1961)
- The Nurses – serie TV (1966)
- Il prigioniero (The Prisoner) – serie TV, episodio 1x14 (1967)
- Love Story – serie TV, un episodio (1967)
- ITV Playhouse – serie TV, un episodio (1968)
- Champion House – serie TV, un episodio (1968)
- Armchair Theatre – serie TV, un episodio (1968)
- La valle dei pini (All My Children) – soap opera (1970)
- The Adams Chronicles – miniserie TV, un episodio (1976)
- Una vita da vivere (One Life to Live) – soap opera, 4 puntate (1977)
- Un ragazzo come noi (One of the Boys) – serie TV, un episodio (1982)

## Doppiatrici italiane
- Rosetta Calavetta in Vento di terre lontane, La giungla della settima strada
- Adriana De Roberto in I 27 giorni del pianeta Sigma
- Dhia Cristiani in Decisione al tramonto